# 인천창영초등학교
인천창영초등학교(仁川昌榮初等學校)는 대한민국 인천광역시 동구 창영동에 있는 공립 초등학교이다.

## 학교 연혁
| 1896년 | 1월 22일  | 인천부 공립소학교 교사 임용 및 개교                                      |
| 1907년 | 6월 1일   | 사립 제녕학교 통합                                                       |
| 1907년 | 6월 6일   | 초대 교장 김윤정 인천부윤 겸임                                           |
| 1907년 | 12월 9일  | 현 교사로 신축 이전                                                      |
| 1910년 | 3월 26일  | 제1회 졸업식(18명)                                                       |
| 1912년 | 4월 1일   | 사립 인명학교 통합, 여자학급 신설                                        |
| 1921년 | 4월 1일   | 6년제 연장                                                               |
| 1924년 | 3월 3일   | 본관교사 2층 신축 낙성                                                   |
| 1933년 | 4월 1일   | 제2공립보통학교 분리, 인천제1공립보통학교로 개칭                         |
| 1936년 | 4월 1일   | 인천창영공립보통학교로 교명 변경                                         |
| 1938년 | 4월 1일   | 인천창영공립심상소학교로 개칭                                            |
| 1941년 | 4월 1일   | 인천창영공립국민학교로 개칭                                              |
| 1996년 | 3월 1일   | 인천창영초등학교로 교명 변경                                             |
| 2002년 | 11월 30일 | 3․1 독립만세운동 인천지역발상지 기념비, 육군소령 강재구 상 현충시설 지정 |
| 2014년 | 2월 19일  | 104회 졸업(남 50명, 여 32명 총 누계 34,781명)                            |
| 2014년 | 3월 1일   | 14학급 편성(특수학급 1학급 포함)                                         |
| 2014년 | 3월 1일   | 제23대 어윤승 교장 취임                                                  |
| 2015년 | 2월 13일  | 105회 졸업(남 43명, 여 25명, 총 누계 34,849명)                           |
| 2015년 | 3월 1일   | 13학급 편성(특수학급 1학급 포함)                                         |
| 2015년 | 9월 1일   | 제24대 최왕림 교장 취임                                                  |

## 구 교사
옛 학교 건물은 1924년에 세운 것으로, 일(一)자형의 구성이다. 벽체 윗부분은 화강석으로 아치(Arch)형을 이루고 있고, 현관은 근세풍 양식을 띤 무지개 모양으로 꾸몄다. 좌·우 대칭면에 넓은 창을 규칙적으로 배열하여 직선을 강조하였으며, 지붕에는 그 아래쪽 방을 밝게 하기 위한 지붕창을 만들어 놓았다.
현관·복도·난간·기둥들의 보존상태가 비교적 좋은 일제시대 전반기 건물이다.
1992년 12월 16일 인천광역시의 유형문화재 제16호로 지정되었다.

## 참고 문헌
- 인천창영초등학교 - 한국교육학술정보원 학교알리미
- 〈인천창영초등학교〉. 《한국민족문화대백과사전》. 한국학중앙연구원.
- 인천 3·1독립만세운동의 진원지, 인천공립보통학교[깨진 링크(과거 내용 찾기)]

## 같이 보기
- 인천공립보통학교 야구단